# Kaple Anděla Strážce (Jílové u Hodkovic nad Mohelkou)
Kaple Anděla Strážce v Jílovém u Hodkovic nad Mohelkou je menší barokní sakrální stavba, která se nachází v severním rohu bývalého panského dvora. Od konce 80. let 20. století se jedná o zříceninu. Od 3. května 1958 do 28. července 1998 byla kaple chráněna jako kulturní památka České republiky.

## Historie

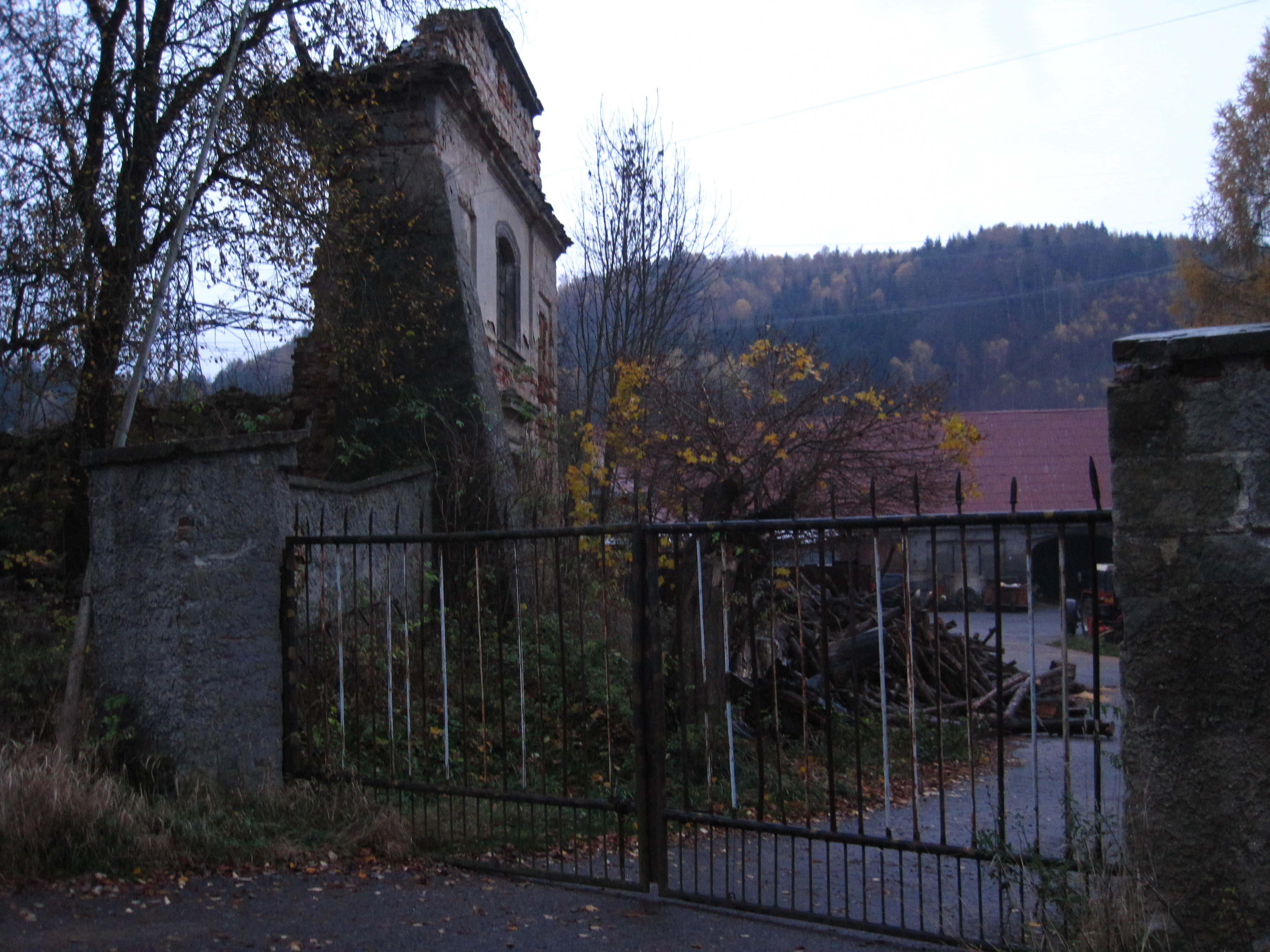
Zřícenina kaple Anděla Strážce z boku (2013)

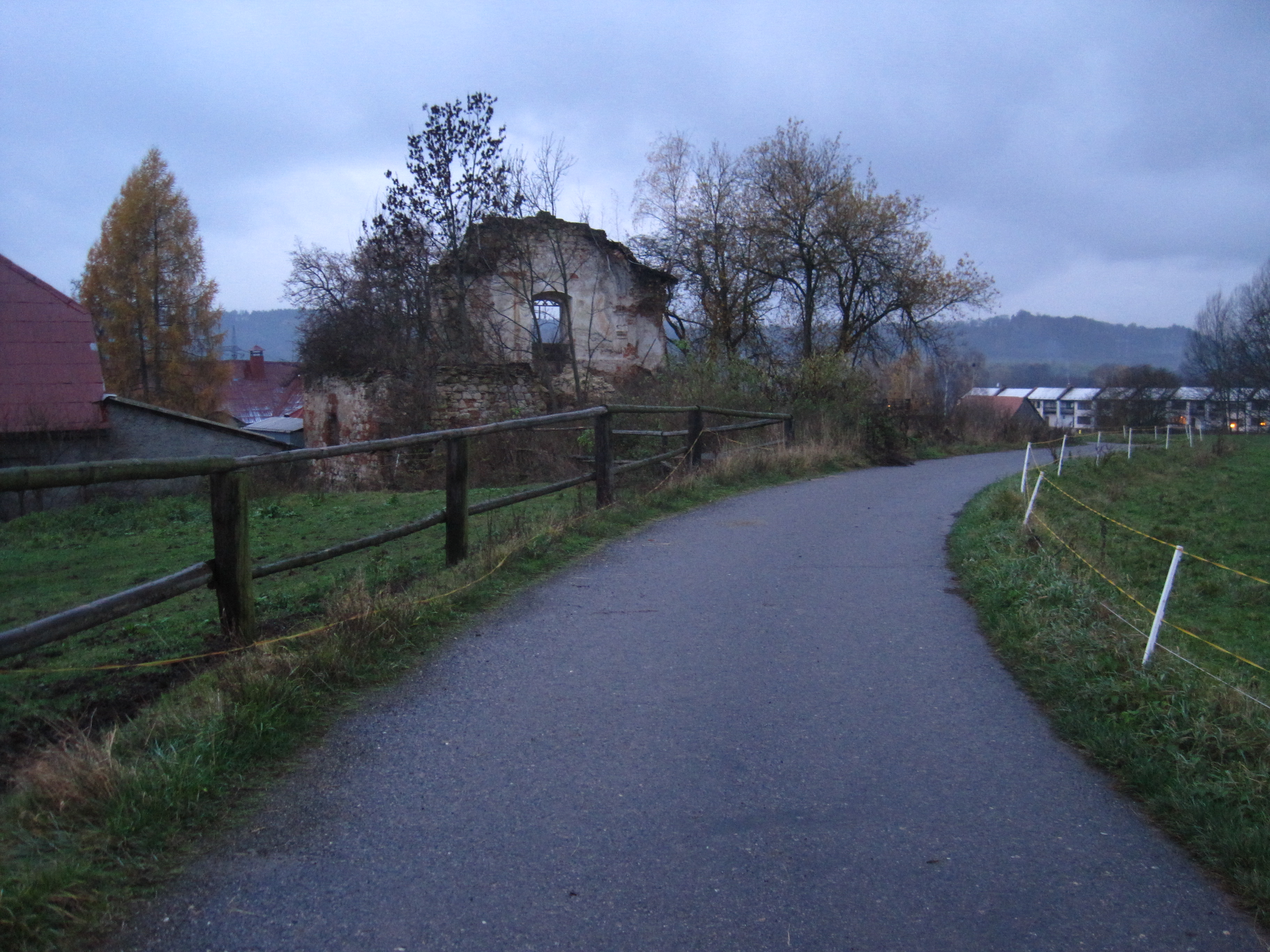
Závěr zříceniny kaple Anděla Strážce ze silnice (2013)

Základní kámen byl položen v roce 1683 a následně v letech 1683-1688 byla kaple postavena Jakubem Leopoldem Halloweilem. Bývá připisována architektu Wolfgangu Dienzenhoferovi jako jedno ze dvou jeho děl realizovaných na území České republiky. V roce 1927 proběhla její větší oprava, kdy byly zděné konstrukce ztuženy kleštinami a nárožním pilířem. Na objektu byly souběžně opraveny vnější omítky a kamenné prvky. Kaple pravděpodobně dostala i novou šindelovou střechu. V té době byla také pořízena fotodokumentace, která jako poslední zachycuje stav kaple před jejím pozdějším zničením. Po skončení II. světové války začala chátrat a následně v ní bylo již v roce 1945 zřízeno skladiště. 3. května 1958 byla sice prohlášena za kulturní památku, ale JZD Jenišovice jako její majitel ji nadále používalo jako sklad pohonných hmot. Pro neúdržbu zchátrala do té míry, že již v roce 1967 JZD požádalo o povolení k její demolici. Žádost byla sice zamítnuta, ale 1. září 1981 požádalo JZD Ministerstvo kultury ČR o zrušení památkové ochrany kaple. V noci z 2. na 3. ledna 1988 se zřítily střecha, krov, klenba a část obvodového zdiva kaple. Přes nesouhlas památkářů z Ústí nad Labem zrušilo Ministerstvo kultury ČR dne 28. července 1998 památkovou ochranu kaple. Památkáři se však nevzdali a v roce 2007 navrhlo územní pracoviště Národního památkového ústavu v Liberci opětovné prohlášení kaple památkou. Proti tomu se postavil majitel s tím, že pokud se památkáři budou o objekt zajímat, torzo kaple zbourá. K čemuž došlo v roce 2011, kdy majitel kapli z větší části zboural a intervence ze strany památkářů nebyla možná. V roce 2011 zůstala stát jen štítová zeď a přístavek bez střechy a krovů. Kaple poté částečně zarostla křovím. 

## Architektura
Jednalo se o původně obdélnou, půlkruhově uzavřenou stavbu s prostorným, lizénami členěným průčelím. K severní straně byla připojena obdélná sakristie. Západní stěna byla zpevněna hranolovým opěrákem. Stěny byly osvětleny obdélnými, půlkruhově zaklenutými okny. Západní průčelí bylo členěno lizénami do tří polí. V bočních se nacházely výklenky pro nedochované sochy, střednímu poli dominoval velký pravoúhlý portál a nad ním obdélné, segmentově zaklenuté okno. V západní části byla vestavěna zděná kruchta. Interiér byl zaklenut plackovou klenbou a závěr konchou.

## Zařízení
Původní zařízení, které sestávalo z pozoruhodného rámového a rozvilinového oltáře z roku 1692 s obrazem od G. F. Marchettiho, bylo odvezeno v roce 1949 neznámo kam.